# Sør-Frøya kommun
Sør-Frøya kommun (norska: Sør-Frøya kommune) var en kommun i Sør-Trøndelag fylke i Norge. Kommunen omfattade den södra delen av nuvarande Frøya kommun.

## Administrativ historik
Sør-Frøya kommun upprättades den 1 januari 1906 när Frøya kommun delades i två och de båda kommunerna Sør-Frøya respektive Nord-Frøya bildades. Kommunen hade 2 091 invånare vid upprättandet.
Den 1 januari 1964 gick Sør-Frøya kommun, tillsammans med Nord-Frøya kommun, åter upp i Frøya kommun. Kommunens hade då 2 208 invånare.